# Hoplosternum punctatum
Hoplosternum punctatum är en fiskart som beskrevs av Meek och Hildebrand, 1916. Hoplosternum punctatum ingår i släktet Hoplosternum och familjen Callichthyidae. Inga underarter finns listade i Catalogue of Life.